# Землетрясение в Нисквалли (2001)
Землетрясение 2001 г. в Нисквалли произошло в 10:54:32 28 февраля 2001 г. и длилось около минуты. Внутриплощадочное землетрясение имело моментную магнитуду 6,8 и максимальную интенсивность Меркалли VIII (тяжелая). Эпицентр находился в южной части Пьюджет-Саунд, к северо-востоку от Олимпии, но потрясение ощущалось в Орегоне, Канаде, восточном Вашингтоне и Айдахо. Это было последнее из нескольких крупных землетрясений, произошедших в районе Пьюджет-Саунд за 52 года и вызвавших имущественный ущерб на сумму 1-4 миллиарда долларов. Один человек умер от сердечного приступа, несколько сотен получили ранения.

## Тектоническая обстановка
Район Пьюджет-Саунд подвержен глубоким землетрясениям из-за субдукции тектонической плиты Хуан-де-Фука под Северо-Американскую плиту от 3,5 до 4,5. см в год как часть зоны субдукции Cascadia. В этом районе наблюдаются три типа землетрясений: редкие мегатрастовые события, такие как землетрясение 1700 года в Каскадии, мелководные события на Северо-Американской плите и более глубокие внутрипластинчатые события внутри плиты Хуан-де-Фука, когда она погружается в мантию. Третий тип землетрясения — это тот, который вызвал наибольший ущерб. 29 апреля 1965 г. в том же районе произошли значительные внутрипластинные землетрясения (магнитудой 6,7, глубиной 59 километров (37 миль) баллов). и 13 апреля 1949 г. (величина 6,7, глубина 50 километров (31 миль)).

## Землетрясение
Землетрясение произошло на плите Хуан-де-Фука. Это было результатом нормального разлома внутри нисходящей плиты, но было невозможно определить, какая из двух возможных плоскостей разлома, указанных механизмом фокуса, является правильной.

### Повреждения

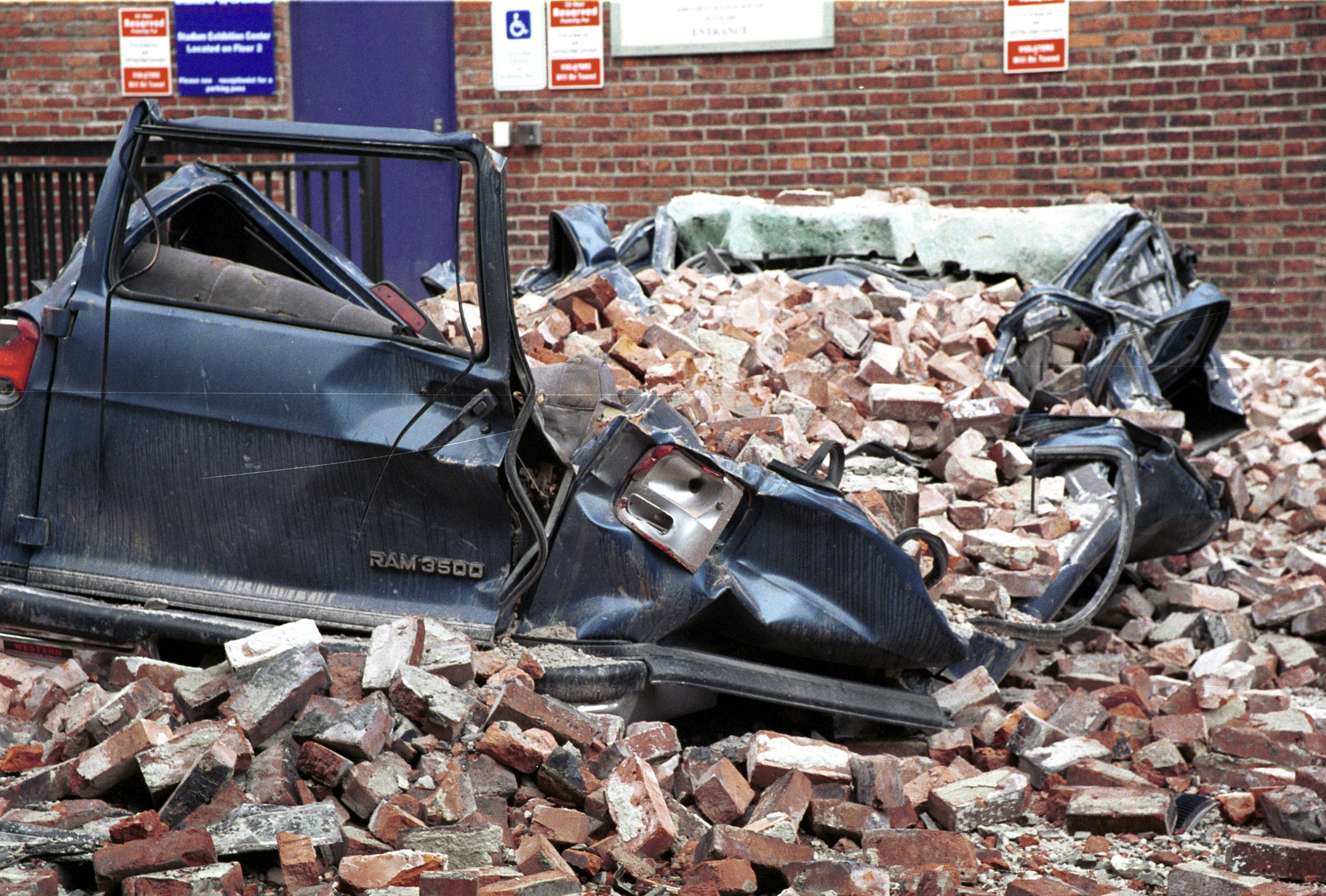
Большой фургон был раздавлен кирпичами на стоянке в Сиэтле.

Хотя смертей, непосредственно связанных с этим заболеванием, не было, местные новостные агентства сообщили, что один человек умер от сердечного приступа. Пострадало около 400 человек. Большая часть имущественного ущерба произошла в непосредственной близости от эпицентра или в неармированных бетонных или каменных зданиях, например, в районах Фёрст-Хилл, Пайонир-сквер и СоДо в Сиэтле . Троицкая приходская церковь на Первом холме сильно пострадала. Башня управления воздушным движением в международном аэропорту Сиэтл-Такома была сильно повреждена; С тех пор её заменили более устойчивой к землетрясениям башней. Землетрясение раскололо опору под куполом здания Капитолия в Олимпии, но предыдущие сейсмостойкие работы предотвратили более серьёзные повреждения здания. Кроме того, отключение электроэнергии затронуло центр Сиэтла. US Military "S Ft. База ВВС США Льюис и Маккорд получила повреждения, очень незначительные повреждения были нанесены в Виктории, Британская Колумбия.

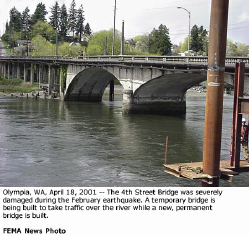
Мост на Четвёртой авеню в Олимпии был серьёзно поврежден. На первом плане сваи под временный мост.

После землетрясения многие здания и сооружения в этом районе были временно закрыты для проверки. Это включало несколько мостов, все государственные офисы в Олимпии и заводы Boeing в районе Сиэтла . Различные школы в штате также закрылись на день. Мост на Четвёртой авеню в центре Олимпии был сильно поврежден, позже был снесен и восстановлен. В Сиэтле были повреждены виадук Аляскинского пути и его дамба, в результате чего виадук был закрыт для аварийного ремонта и, в конечном итоге, повлиял на решение о замене виадука на туннель SR 99 и расширенный Аляскинский путь на месте старого виадука. Новый тоннель предназначен, чтобы выдержать 9,0 MW землетрясения.
В штате Вашингтон было нанесено урона на около 305 миллионов долларов застрахованных убытков и в общей сложности 2 миллиарда долларов ущерба. Этот район был объявлен зоной стихийного бедствия президентом Джорджем Бушем и, следовательно, смог получить федеральную помощь в восстановлении. Количество предприятий в сильно пострадавшем регионе было относительно небольшим. По крайней мере, 20 % предприятий, окружающих сильно пострадавший район, понесли прямые убытки, а 2 % понесли прямые убытки в размере более 10,000 долларов. Ни одно из этих предприятий не получило денег за прямой ущерб от федеральной помощи или страховки.
Многие предприятия вообще не получили никакой помощи. Те, кто действительно получил помощь, не понесли косвенных потерь. Косвенные потери варьировались от повреждения инвентаря или данных, сбоев на рабочем месте, производительности и т. д. Потери данных и запасов, возможно, были наиболее разрушительными, особенно для розничных магазинов. Розничные магазины потеряли товарные запасы, а также потеряли интерес людей в течение некоторого времени после землетрясения. Одним из жизненно важных элементов для предотвращения повреждений и травм были хорошо построенные здания. Это может предотвратить гибель людей, а также инвентарь. Предприятия, которым не был нанесен значительный ущерб, также получили чувство безопасности, которое может быть ненадежным, поскольку моментальная величина была высокой, но гипоцентр находился глубоко под землей. Это землетрясение с магнитудой 6,8 моментов вызвало ущерб в 2 миллиарда долларов, тогда как землетрясение в Нортридже — с магнитудой 6,7, но нанесло ущерб на сумму более 20 миллиардов долларов, поскольку гипоцентр землетрясения в Нортридже был намного мельче и ближе к поверхности земли.

### Наземные эффекты
Названное в честь дельты Нисквалли, это землетрясение поразило южную оконечность Пьюджет-Саунд, причинив ущерб портам Сиэтла и Такомы. В течение месяца после землетрясения Национальное управление океанических и атмосферных исследований и Геологическая служба США собрали команду для составления карты батиметрии дельт вблизи эпицентра. Это выявило многочисленные аварии подводных лодок на фронтах в дельте Пуяллапа и Дувамиша. На других участках произошло разжижение, вскипания песка, оползни и оседание почвы. Было также установлено, что разжижение является основным фактором увеличения потоков воды. С несколькими водомерами, собирающими данные до и после землетрясения, наблюдалась регулярная картина повышенного обтекания потоков вокруг участков, где происходило разжижение. Разжижение почвы также наблюдалось в Национальном заповеднике дикой природы Нисквелли, что привело к повреждению зданий внутри.

## Ответ
Год спустя был разработан план быстрого реагирования. В регионе осознали, как они избежали потенциально разрушительной катастрофы. Многие предприятия, организации, больницы и т. д. Попросили подписать региональный план действий на случай стихийных бедствий. Это позволило бы командам по оказанию помощи при стихийных бедствиях обнаруживать места и оказывать помощь намного быстрее, чем раньше. Также можно было бы направить ограниченные ресурсы в места с наибольшей непосредственной потребностью.